# Svartsjön, Hanveden
Svartsjön, även kallad Svarttjärn, är en liten sjö i den del av Hanveden som ligger i Haninge kommun på Södertörn, söder om Stockholm. Sjön är 7 meter djup, har en yta på 0,02 kvadratkilometer och befinner sig 80,9 meter över havet.

## Beskrivning
Sjön ligger i ett Natura 2000-område som utgör sedan år 2011 Svartsjöns naturreservat. Detta Natura 2000-objekt utgör endast en liten del av den relativt stora skogen Hanveden som ligger delvis i Haninge kommun och delvis i Huddinge kommun. Sjön ingår i Svartsjöns naturreservat och ett par hundra meter nordväst om Svartsjön ligger Paradisets naturreservat.
På norra sidan av den till stor del mossomgärdade Svartsjön finns det en klippa som ofta används som rastplats. Där passerar Sörmlandsledens etapp 5 som går mellan Rudans gård vid Handen och torpet Paradiset i södra Huddinge.
Närliggande sjöar är Öran (cirka 2 km mot nordost, eller 3 km längs Sörmlandsleden), Långsjön (ett par hundra meter väster om Svartsjön) och Trehörningen (några hundra meter längre bort).

## Flora och fauna

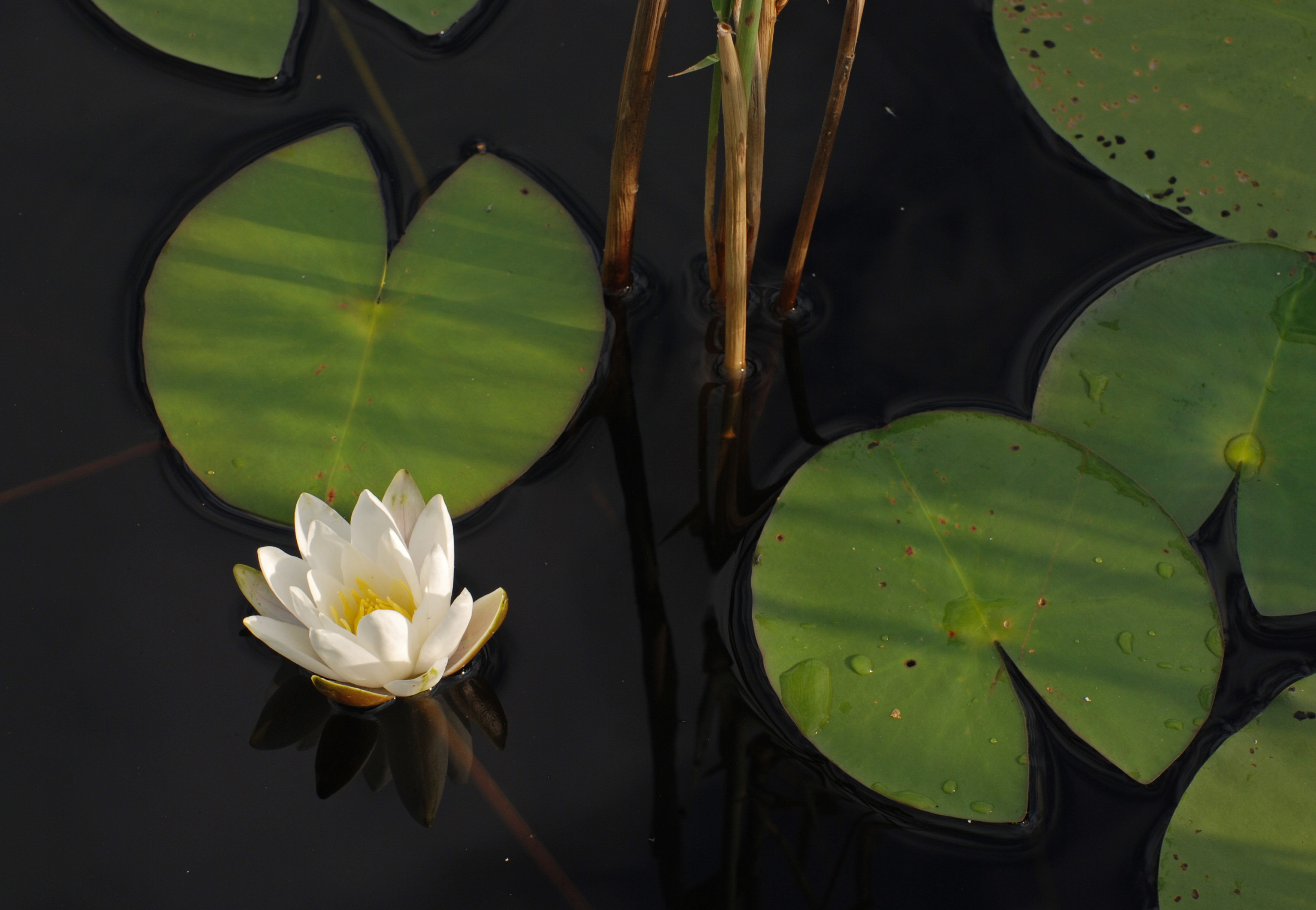
Vit näckros – Södermanlands landskapsblomma
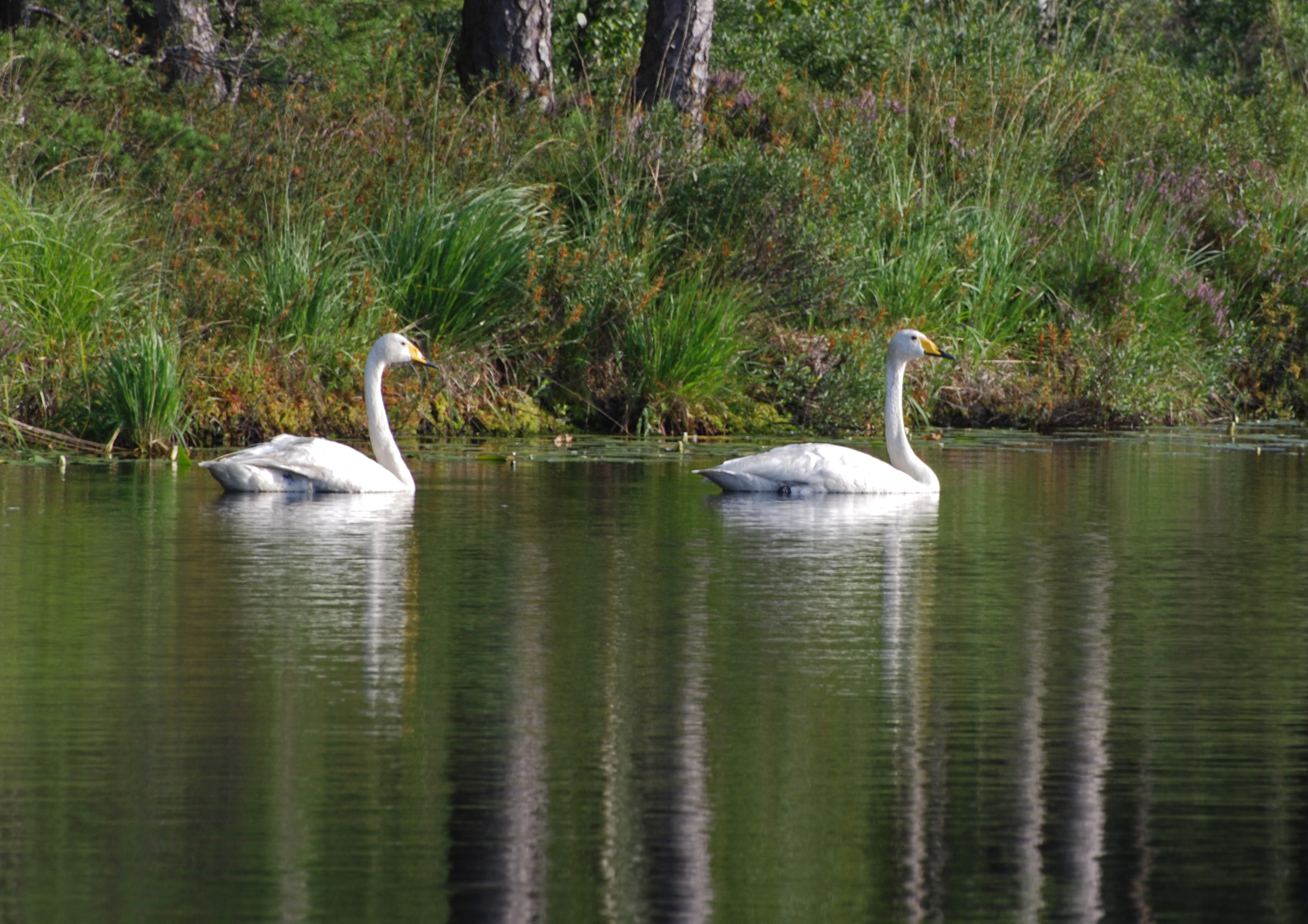
Sångsvanar